# Christoph Martin Wieland-Stiftung Biberach

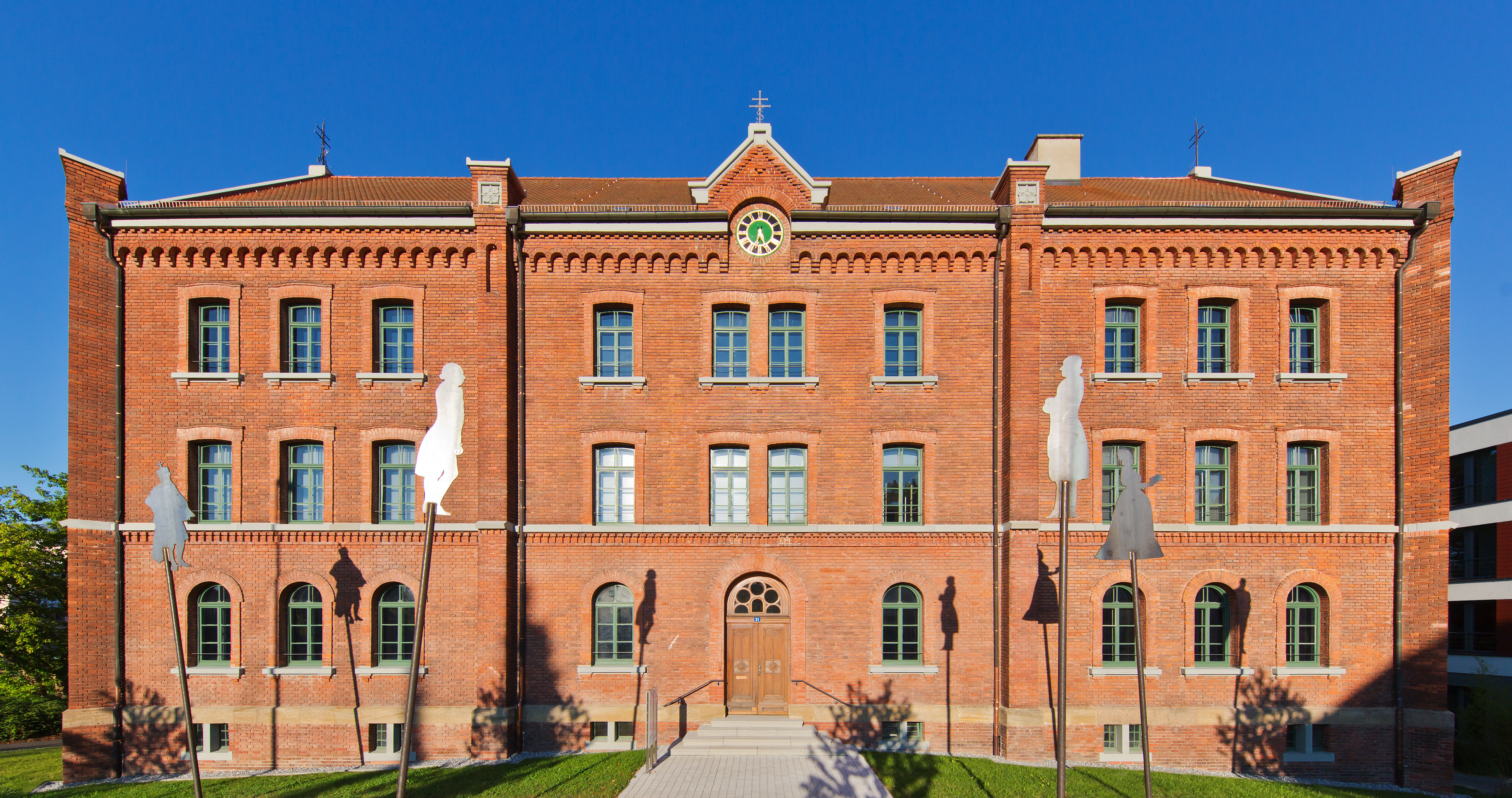
Das Wieland-Archiv im „Haus der Archive“, Foto: Florian Achberger

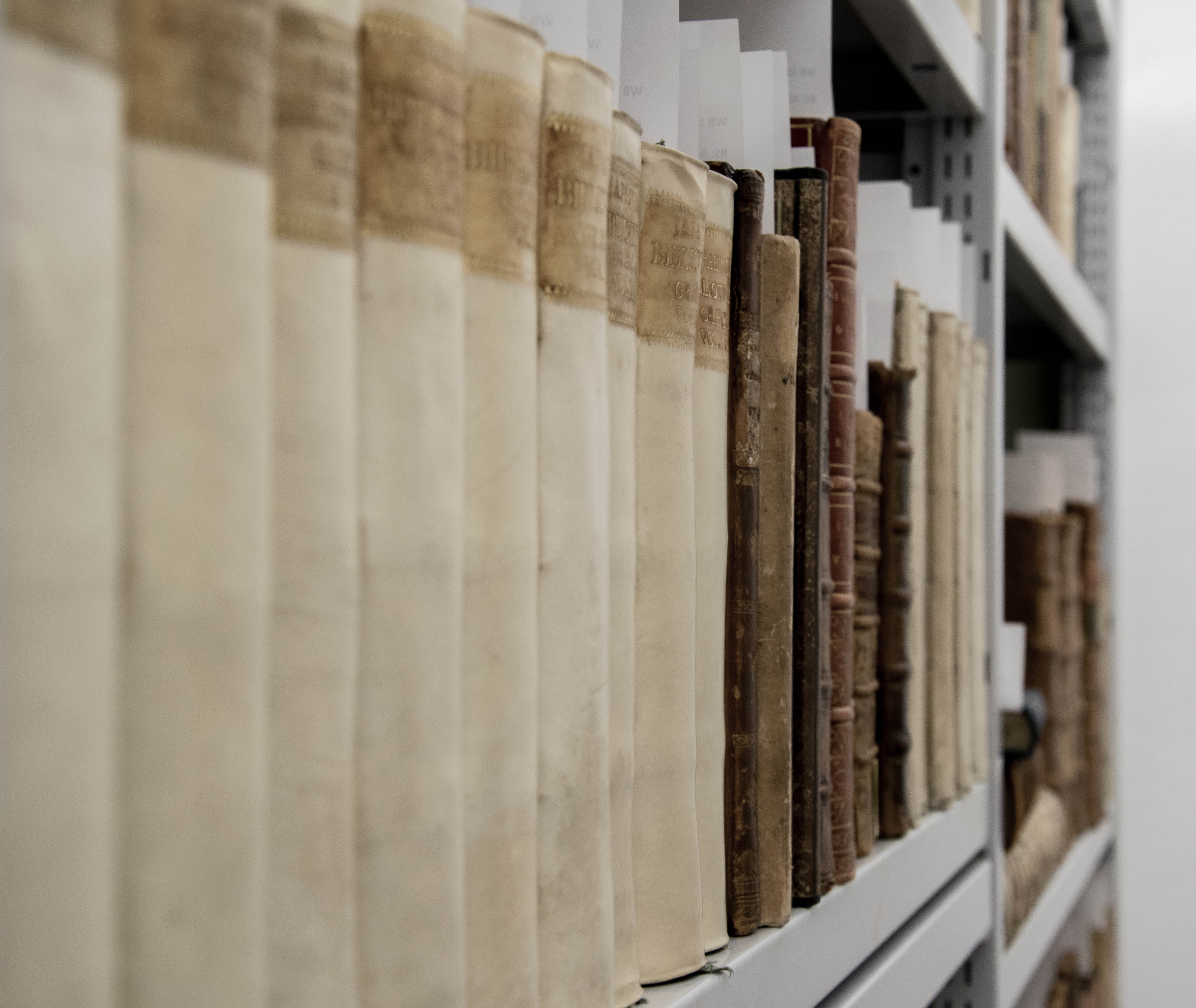
Blick ins Wieland-Archiv

Die Christoph Martin Wieland-Stiftung Biberach, kurz Wieland-Stiftung Biberach, ist eine kommunale Stiftung bürgerlichen Rechts. Zweck der Stiftung ist die Förderung von Kunst und Kultur, Wissenschaft und Forschung. Unter dem Dach der Stiftung befinden sich das Wieland-Museum und das Wieland-Archiv in Biberach. Mit einem vielfältigen Veranstaltungsprogramm, wissenschaftlichen Arbeiten und Publikationen trägt die Stiftung sowohl zum Andenken an das Werk und Leben von Christoph Martin Wieland, als auch an die Person und die literarischen Arbeiten von Sophie von La Roche bei.

## Geschichte
Die Stadt Biberach, seit 1972 Eigentümerin von Museum und Archiv, stand 2004 vor der Frage, wie es mit dem örtlichen Wieland-Erbe weitergehen sollte. Anlässe waren insbesondere die unzureichenden Ausstellungsbedingungen, der anstehende Ruhestand der langjährigen Museumsleiterin Viia Ottenbacher, sowie die Information, dass im Zusammenhang mit der Sanierung des Wielandgutes in Oßmannstedt dort auch ein neues Zentrum der wissenschaftlichen Wieland-Forschung entstand. Die Biberacher Stadtverwaltung favorisierte zunächst das Konzept, im Rahmen einer Kooperation die relevanten eigenen Archivbestände nach Oßmannstedt abzugeben und mit im Gegenzug erhaltenen Finanzmitteln ein modernes Wieland-Museum in Biberach neu zu errichten. Dieser Plan löste eine intensive und kontroverse Diskussion innerhalb der Bürgerschaft aus. Unter dem Motto „Das Archiv muß hier bleiben!“ wurde eine Unterschriftenaktion durchgeführt, um im März 2006 die „Wieland-Gesellschaft e.V.“ gegründet. Im Oktober 2006 entschied sich der Gemeinderat von Biberach mehrheitlich für einen Verbleib des Archivs in der Stadt. In der Folge wurde 2009 vom Rat einstimmig die Überführung von Museum und Archiv in eine kommunale Stiftung beschlossen, die von der Gemeinde zum Start mit einem Stiftungskapital von 2,5 Mio. Euro ausgestattet wurde. Die Rechtsfähigkeit ist seit dem 17. März 2009 gegeben.
Zwischenzeitlich (Stand: 2023) hat sich das Stiftungskapital durch weitere Zustiftungen, darunter von der Bruno-Frey-Stiftung und der Wieland-Gesellschaft Biberach, auf etwa 3 Mio. Euro erhöht. Bei Berücksichtigung der Sachwerte wird ein Stiftungsvolumen von etwa 10 Mio. Euro erreicht.

## Stiftungszweck
Zweck der Stiftung ist die Förderung von Kunst und Kultur, Wissenschaft und Forschung. Für das Wieland-Museum und das Archiv in Biberach fungiert die Stiftung als Trägerin. Der Stiftungszweck wird laut eigener Aussage „insbesondere verwirklicht durch alle Maßnahmen, die das Andenken an Christoph Martin Wieland lebendig halten, die das Verständnis für sein Leben und Werk fördern, die für die Bürger, insbesondere in seiner Heimatstadt und für junge Menschen, Anreize schaffen, sich mit Wielands Schriften, seinem Denken und seiner Wirkung zu beschäftigen.“
Die Stiftung stellt sich im Detail folgende Aufgaben:
- Professionelle Ausrichtung von Museum und Archiv als Kompetenz- und Servicezentrum bei Fragestellungen rund um Wieland
- Rekonstruktion von Wielands Bibliothek und Erwerb weitere Bestände für das Archiv
- Fortführung der wissenschaftlichen Publikationsreihe „Wieland-Studien“
- Öffentlichkeitsarbeit zu Leben und Werk Wielands
- Initiierung, Unterstützung und Durchführung von wissenschaftlichen und kulturellen Veranstaltungen
- Unterstützung von Forschungsvorhaben
- Kooperation mit Einrichtungen und Institutionen, die ähnliche Ziele wie die Stiftung verfolgen
- Förderung aller Maßnahmen, die das Andenken an Sophie von La Roche aufrechterhalten (sie war eine Cousine und zeitweilig die Verlobte von Wieland; er war 1771 auch Herausgeber ihres Debütromans Die Geschichte des Fräuleins von Sternheim)
- Aufbewahrung und Pflege aller Museums- und Archivbestände, die im Zusammenhang mit der Biberacher Theatergeschichte stehen – insbesondere mit dem Komponisten Justin Heinrich Knecht (ein entfernter Verwandter Wielands, der in seiner Jugend von Wieland gefördert wurde)

## Sitz
Sitz der Christoph Martin Wieland-Stiftung Biberach ist das Haus der Archive, Waldseer Straße 31. Darin befindet sich auch das Wieland-Archiv – eine Fachbibliothek mit über 16.000 Bänden zur Literatur des 18. Jahrhunderts. Das Wieland-Archiv sammelt, erschließt und pflegt Archivalien, die mit dem Leben und Werk Christoph Martin Wielands in Zusammenhang stehen. Das Wieland-Archiv beherbergt außerdem rund 1.000 Briefe und Handschriften von Christoph Martin Wieland, Dekrete und Urkunden sowie Briefe und Handschriften von Zeitgenossen und Vor- und Nachfahren des Dichters.

## Stiftungsgremien
Geschäftsführerin ist Kerstin Bönsch. Vorstandsvorsitzender ist Norbert Zeidler, der amtierende Oberbürgermeister von Biberach. Dem Vorstand gehören zudem Dieter Martin (Universität Freiburg) und Barbara Leuchten (Präsidentin Wieland-Gesellschaft), sowie beratend der Biberacher Kulturdezernent Jörg Riedlbauer an. Dem Vorstand ist zur Seite gestellt ein Kuratorium aus 13 Mitgliedern unter dem Vorsitz von Friedrich Kolesch sowie der Wieland-Wissenschaftsrat unter dem Vorsitz von Dieter Martin.

## Publikationen
Die Stiftung beteiligt sich – zusammen mit dem Wieland-Forschungszentrum Oßmannstedt – an der Fortführung der seit 1991 in loser Folge erscheinenden wissenschaftlichen Publikationsreihe „Wieland-Studien“, die von Klaus Manger im Universitätsverlag Winter GmbH Heidelberg herausgegeben wird (der elfte Band ist 2021 erschienen).

## Übersetzerpreis
Der Christoph Martin Wieland-Übersetzerpreis wird alle zwei Jahre vom Freundeskreis zur Förderung literarischer und wissenschaftlicher Übersetzungen e. V. ausgeschrieben und verliehen. Das Preisgeld in Höhe von 15.000 Euro stellt das Ministerium für Wissenschaft, Forschung und Kunst Baden-Württemberg zur Verfügung. Die Preisverleihung organisiert die Christoph Martin Wieland-Stiftung Biberach in Wielands Heimatstadt.